# Wolfgang Stampfer
Wolfgang Stampfer (Innsbruck, 3 maggio 1972) è un ex bobbista austriaco.

## Biografia
Iniziò a praticare il bob nel 1992 e nel 1998 entrò a far parte della squadra nazionale austriaca nel ruolo di pilota. 
Esordì in Coppa del Mondo sul finire della stagione 1997/98, il 18 gennaio 1998 a Igls dove terminò la gara al 21º posto nel bob a quattro; ottenne il suo primo podio il 17 gennaio 1999 a Winterberg (3º nel bob a quattro). In classifica generale detiene quali migliori piazzamenti il quinto posto in entrambe le specialità e anche nella combinata maschile, ottenuti in tre stagioni diverse, rispettivamente nel 2004/05, nel 2008/09 e nel 2001/02.
Ha partecipato a tre edizioni dei Giochi olimpici invernali: a Salt Lake City 2002 si piazzò settimo nel bob a due e tredicesimo nel bob a quattro; a Torino 2006 fu invece decimo nella gara a due e nuovamente tredicesimo in quella a quattro, mentre a Vancouver 2010 venne squalificato nel bob a due e non riuscì a terminare la gara di bob a quattro.
Prese inoltre parte a nove edizioni dei campionati mondiali. Nel dettaglio i suoi risultati nelle prove iridate sono stati, nel bob a due: diciottesimo a Cortina d'Ampezzo 1999, quattordicesimo ad Altenberg 2000, ventiduesimo a Sankt Moritz 2001, sesto a Lake Placid 2003, undicesimo a Schönau am Königssee 2004, tredicesimo a Calgary 2005, sesto a Sankt Moritz 2007, nono ad Altenberg 2008 e quattordicesimo a Lake Placid 2009; nel bob a quattro: nono a Cortina d'Ampezzo 1999, dodicesimo ad Altenberg 2000, nono a Lake Placid 2003, quindicesimo a Schönau am Königssee 2004, quattordicesimo a Calgary 2005, tredicesimo a Sankt Moritz 2007 e ottavo a Lake Placid 2009.
Agli europei ha conquistato invece la medaglia di bronzo nel bob a quattro a Winterberg 1999.
Si ritirò dall'attività agonistica al termine delle Olimpiadi di Vancouver 2010. Nel 2014 venne nominato capo-allenatore della nazionale svizzera, incarico che ricoprì sino al 2019, quando passò ad allenare la squadra austriaca.

## Palmarès

### Europei
- 1 medaglia:
  - 1 bronzo (bob a quattro a Winterberg 1999).

### Coppa del Mondo
- Miglior piazzamento in classifica generale nel bob a due maschile: 5° nel 2004/05;
- Miglior piazzamento in classifica generale nel bob a quattro maschile: 5° nel 2008/09;
- Miglior piazzamento in classifica generale nella combinata maschile: 5° nel 2001/02;
- 7 podi (3 nel bob a due e 4 nel bob a quattro):
  - 7 terzi posti.